# Hendrik Vollenhove
Hendrik Vollenhove (circa 1630 - 28 september 1669) was een Nederlands marineofficier.
Vollenhove was een marinekapitein in dienst van de Admiraliteit van Amsterdam. Tijdens de Tweede Engels-Nederlandse Oorlog was hij kapitein van de Son, een vrij oud schip, in de Slag bij Lowestoft in 1665. Daarmee deed hij ook mee aan de operaties van Michiel Adriaanszoon de Ruyter later dat jaar. In 1666 kreeg hij een wat krachtiger oorlogsbodem, de echter ook niet gloednieuwe Tromp. Daarmee vocht hij in de Vierdaagse Zeeslag en de Tweedaagse Zeeslag. In 1667, tijdens de Tocht naar Chatham, was Vollenhove de vlaggekapitein van luitenant-admiraal Willem Joseph van Ghent op het fregat de Agatha van het derde eskader, toen die eenheid  bestaande uit lichtere schepen tot in de Medway doordrong en een belangrijk deel van de Britse vloot vernietigde. Van Ghent had zijn vlag overgebracht van de te zware Dolphijn.